# Хорлин, Анатолий Моисеевич
Анатолий Моисеевич Хорлин (род. 6 июля 1938, Москва) — советский футболист, тренер, судья всесоюзной категории (19.01.1982). Мастер спорта СССР.

## Биография
Воспитанник московской ФШМ. Играл за ряд московских команд, а также «Текстильщик» (Иваново), «Волга» (Калинин), «Металлург» (Тула). Своего главного успеха добился в орехово-зуевском «Знамени Труда», с которым в 1962 году стал финалистом Кубка СССР. По окончании карьеры работал со столичными командами, выступавшими в первенстве города.
В конце 1970-х стал арбитром, обслуживал матчи высшей лиги чемпионата СССР. На рубеже 1990—2000-х работал инспектором матчей. В 2010 году был назначен начальником команды МФК «Динамо».